# 엔잔시
엔잔시(일본어: 塩山市, えんざんし)는 야마나시현에 있었던 시이다.
도시는 1954년 4월 5일에 성립되었다.
「시오야마」는 시역 남서부에 위치하는 「시오노산」에 유래해, 고대로부터 「사시데의 갯바위」(야마나시시)와 함께 우타마쿠라로서 알려진다.
2005년 11월 1일, 엔잔 시는 히가시야마나시 군 가쓰누마 정, 야마토촌과 합병해 새로운 고슈시를 형성하였다.

## 지리
시역은 남북으로 길고 국도 411호선이 남북으로 관통한다. 시 남부는 후리부키 강·시게 강의 유역이지만, 국도 411호의 야나기사와 고개보다 북쪽은, 타마 강의 유역이다. 시가지는 시의 남부에 있으며, 철도역과 시청도 이곳에 집중되어 있다

## 재정
- 2004년도
- 인구 2만6232명 (H17.3.31)
- 예산규모 세입 110억6840만엔 세출 108억1940만엔
- 수지실질 단년도 수지 -1674만엔(적자)
- 재정력지수 0.61
- 기채제한비율 11.5%
- 경상수지비율 91.0%
- 세입 중 시정촌세(지방세)　　30.6% 33억9035만엔
- 세입자 중 지방교부세 20.9% 23억1784만엔
- 세입 중의 지방채　　　14.8% 16억4030만엔
- 세출 중 인건비 20.7% 22억4005만엔
- 세출 중 공채비 11.4% 12억3208만엔
- 적립금 합계(재조+감채+특정목적) 10억9338만엔
- 지방채 현재 고액 115억9010만엔(보통회계분만)
- 직원수 일반직원 244명(이 중 기능노무직 41명), (소방직원 0명)
- 직원 1인당 평균 월급 월액 32만7700엔(모든 직원 수당 미포함 숫자, 상여금에 해당하는 기말·근면 수당도 포함하지 않음)
- 직원 1인당 인건비 917만엔

## 교통

### 철도
- 동일본 여객철도 주오 본선

### 도로
- 국도 제140호선
- 국도 제411호선